# Julia Franzke
Julia Franzke (* 11. März 1983) ist eine deutsche Schauspielerin.

## Leben
Franzke lebte bis 1988 in Frankfurt/Oder und floh 1988 mit ihren Eltern nach West-Berlin. Hier absolvierte sie das Abitur und eine Ausbildung zur Schauspielerin. Seit 2008 ist sie als freischaffende Schauspielerin sowohl auf der Bühne als auch vor der Kamera tätig.

## Filmographie (Auswahl)
- 2006: Heute heiratet mein Ex
- 2008: Unkraut im Paradies
- 2011: Wenn die Wolken ruhen
- 2012: Glanz & Gloria
- 2018: Beat
- 2019: The Teacher
- 2020: Keine Zeit für Piccolo
- 2025: SOKO Potsdam: Bodyguard

## Theater
- 2009–2010: Jagdszenen aus Niederbayern (Concordia-Theater Bremen)
- 2010: Der Schuhu und die fliegende Prinzessin (Concordia-Theater Bremen)
- 2012–2019 Gutes Wedding, schlechtes Wedding (Prime Time Theater)